# Liste des édifices labellisés « Architecture contemporaine remarquable » de l'Essonne
Cet article recense les édifices labellisés « Architecture contemporaine remarquable » de l'Essonne, en France.

## Liste
| Monument | Commune               | Adresse                                                             | Coordonnées                      | Notice     | Date | Illustration |
| --- | --------------------- | ------------------------------------------------------------------- | -------------------------------- | ---------- | ---- | --- |
| Chapelle du collège Saint-Charles | Athis-Mons            | 2 rue Geneviève-Anthonioz-de-Gaulle                                 | 48° 42′ 33″ nord, 2° 23′ 28″ est | ACR0000648 | 2011 | Chapelle du collège Saint-Charles |
| Lycée François-Truffaut | Bondoufle             | Rue Georges-Pompidou                                                | 48° 37′ 01″ nord, 2° 23′ 20″ est | ACR0001602 | 2020 | Image manquante Téléverser |
| Résidence La Nérac | Boussy-Saint-Antoine  | Rue de la Nérac                                                     | 48° 41′ 12″ nord, 2° 31′ 51″ est | ACR0000649 | 2008 | Image manquante Téléverser |
| Résidence Le Menhir | Boussy-Saint-Antoine  | Rue des Jardins                                                     | 48° 41′ 31″ nord, 2° 31′ 47″ est | ACR0000650 | 2008 | Image manquante Téléverser |
| Centre artisanal | Évry-Courcouronnes    | 25-57 rue Alexandre-Soljenitsyne                                    | 48° 38′ 24″ nord, 2° 25′ 48″ est | ACR0001592 | 2020 | Image manquante Téléverser |
| Ensemble de logements Champs-Élysées | Évry-Courcouronnes    | Rue Johannes-Gutenberg Rue de Sion Rue Alexandre-Soljenitsyne       | 48° 38′ 28″ nord, 2° 25′ 55″ est | ACR0001597 | 2020 | Image manquante Téléverser |
| École Jacques-Cartier | Évry-Courcouronnes    | 3 rue de Montespan                                                  | 48° 38′ 05″ nord, 2° 26′ 22″ est | ACR0001594 | 2020 | Image manquante Téléverser |
| Ensemble préfecture, conseil général, cité administrative, palais de justice                                                                        | Évry-Courcouronnes    | Boulevard de France Rue et place René-Cassin Rue des Mazières       | 48° 37′ 40″ nord, 2° 25′ 57″ est | ACR0001668 | 2021 | Ensemble préfecture, conseil général, cité administrative, palais de justice                                                                        |
| Ensemble villa Charles-Delescluze | Évry-Courcouronnes    | Rue Henri-Rochefort Allée de l'Affranchi                            | 48° 37′ 16″ nord, 2° 26′ 32″ est | ACR0001601 | 2020 | Image manquante Téléverser |
| Ensemble du centre-ville : chambre de commerce et d'industrie de l'Essonne                                                                          | Évry-Courcouronnes    | Cour Monseigneur Romero Boulevard des Coquibus                      | 48° 37′ 27″ nord, 2° 25′ 49″ est | ACR0001591 | 2020 | Ensemble du centre-ville : chambre de commerce et d'industrie de l'Essonne                                                                          |
| Ensemble du centre-ville : hôtel de ville | Évry-Courcouronnes    | Cour Monseigneur Romero Boulevard des Coquibus                      | 48° 37′ 28″ nord, 2° 25′ 45″ est | ACR0001589 | 2020 | Image manquante Téléverser |
| Ensemble du centre-ville : place des Droits-de-l'Homme-et-du-Citoyen                                                                                | Évry-Courcouronnes    | Cour Monseigneur Romero Boulevard des Coquibus                      | 48° 37′ 27″ nord, 2° 25′ 44″ est | ACR0001590 | 2020 | Image manquante Téléverser |
| Ensemble du centre-ville : ensemble Clos-cathédral, comprenant la cathédrale de la Résurrection, un immeuble de logements, des bureaux et commerces | Évry-Courcouronnes    | Cour Monseigneur-Romero                                             | 48° 37′ 25″ nord, 2° 25′ 44″ est | ACR0000651 | 2020 | Ensemble du centre-ville : ensemble Clos-cathédral, comprenant la cathédrale de la Résurrection, un immeuble de logements, des bureaux et commerces |
| Gare d'Évry-Courcouronnes | Évry-Courcouronnes    | 1 place de la Gare                                                  | 48° 37′ 33″ nord, 2° 25′ 42″ est | ACR0001593 | 2020 | Gare d'Évry-Courcouronnes |
| Grand ensemble Les Pyramides | Évry-Courcouronnes    |                                                                     | 48° 38′ 04″ nord, 2° 25′ 50″ est | ACR0000652 | 2008 | Image manquante Téléverser |
| Groupe scolaire des Champs-Élysées | Évry-Courcouronnes    | 26 rue de Sion                                                      | 48° 38′ 26″ nord, 2° 25′ 57″ est | ACR0001595 | 2020 | Image manquante Téléverser |
| Groupe scolaire Georges-Lapierre et bibliothèque des Aunettes                                                                                       | Évry-Courcouronnes    | Impasse de la Juine Rue de l'Essonne                                | 48° 37′ 04″ nord, 2° 26′ 23″ est | ACR0001596 | 2020 | Image manquante Téléverser |
| Immeuble H1 de La Butte Creuse | Évry-Courcouronnes    | 13 allée Jacquard                                                   | 48° 37′ 38″ nord, 2° 25′ 44″ est | ACR0001588 | 2020 | Image manquante Téléverser |
| Maisons de la rue Henri-Rochefort | Évry-Courcouronnes    | Rue Henri-Rochefort Allée Gustave-Cluseret                          | 48° 37′ 19″ nord, 2° 26′ 18″ est | ACR0001598 | 2020 | Image manquante Téléverser |
| Maisons du square Édouard-Moreau | Évry-Courcouronnes    | Square Édouard-Moreau Rue Henri-Rochefort                           | 48° 37′ 15″ nord, 2° 26′ 20″ est | ACR0001599 | 2020 | Image manquante Téléverser |
| Mosquée | Évry-Courcouronnes    | 20 rue Georges-Brassens                                             | 48° 37′ 33″ nord, 2° 25′ 18″ est | ACR0000653 | 2011 | Mosquée |
| Patinoire François-Le-Comte | Évry-Courcouronnes    | Allée de l'Agora                                                    | 48° 37′ 48″ nord, 2° 25′ 45″ est | ACR0001600 | 2020 | Patinoire François-Le-Comte |
| La Grande Borne | Grigny                |                                                                     | 48° 39′ 13″ nord, 2° 22′ 20″ est | ACR0000654 | 2008 | La Grande Borne |
| Église Notre-Dame-de-France | Juvisy-sur-Orge       | 3 place du Maréchal-Leclerc                                         | 48° 41′ 33″ nord, 2° 22′ 34″ est | ACR0000655 | 2011 | Église Notre-Dame-de-France |
| Église luthérienne Saint-Marc | Massy                 | 1 place Saint-Exupéry                                               | 48° 43′ 53″ nord, 2° 17′ 24″ est | ACR0000656 | 2011 | Église luthérienne Saint-Marc |
| Synagogue de Massy | Massy                 | Allée 2 Marcel-Cerdan                                               | 48° 43′ 49″ nord, 2° 17′ 18″ est | ACR0000657 | 2011 | Synagogue de Massy |
| Église Saint-Joseph-Artisan | Montgeron             | 137 avenue de la République                                         | 48° 41′ 59″ nord, 2° 28′ 09″ est | ACR0001680 | 2022 | Église Saint-Joseph-Artisan |
| Église Notre-Dame-de-Grâce | Morsang-sur-Orge      | 45 avenue Vaillant-Couturier                                        | 48° 39′ 09″ nord, 2° 21′ 11″ est | ACR0000658 | 2011 | Image manquante Téléverser |
| Couvent de la Clarté-Dieu | Orsay                 | 95 rue de Paris                                                     | 48° 41′ 49″ nord, 2° 11′ 38″ est | ACR0000659 | 2011 | Couvent de la Clarté-Dieu |
| VillagExpo | Saint-Michel-sur-Orge | 2 rue Mare-des-Bordes                                               | 48° 37′ 48″ nord, 2° 19′ 30″ est | ACR0000660 | 2008 | Image manquante Téléverser |
| Lycée Jean-Baptiste-Corot et son gymnase | Savigny-sur-Orge      | 9 place Davout                                                      | 48° 40′ 21″ nord, 2° 21′ 17″ est | ACR0001603 | 2020 | Image manquante Téléverser |
| Les Briques-Rouges | Vigneux-sur-Seine     | Avenue Henri-Barbusse Rue Henri-Charon Rue du Commandant-de-Courcel | 48° 42′ 16″ nord, 2° 25′ 35″ est | ACR0000661 | 2008 | Image manquante Téléverser |
| Église du Saint-Esprit | Viry-Châtillon        | 53 boulevard Guynemer                                               | 48° 40′ 44″ nord, 2° 22′ 33″ est | ACR0000662 | 2011 | Église du Saint-Esprit |